# Cwi Hirsz Morgenstern

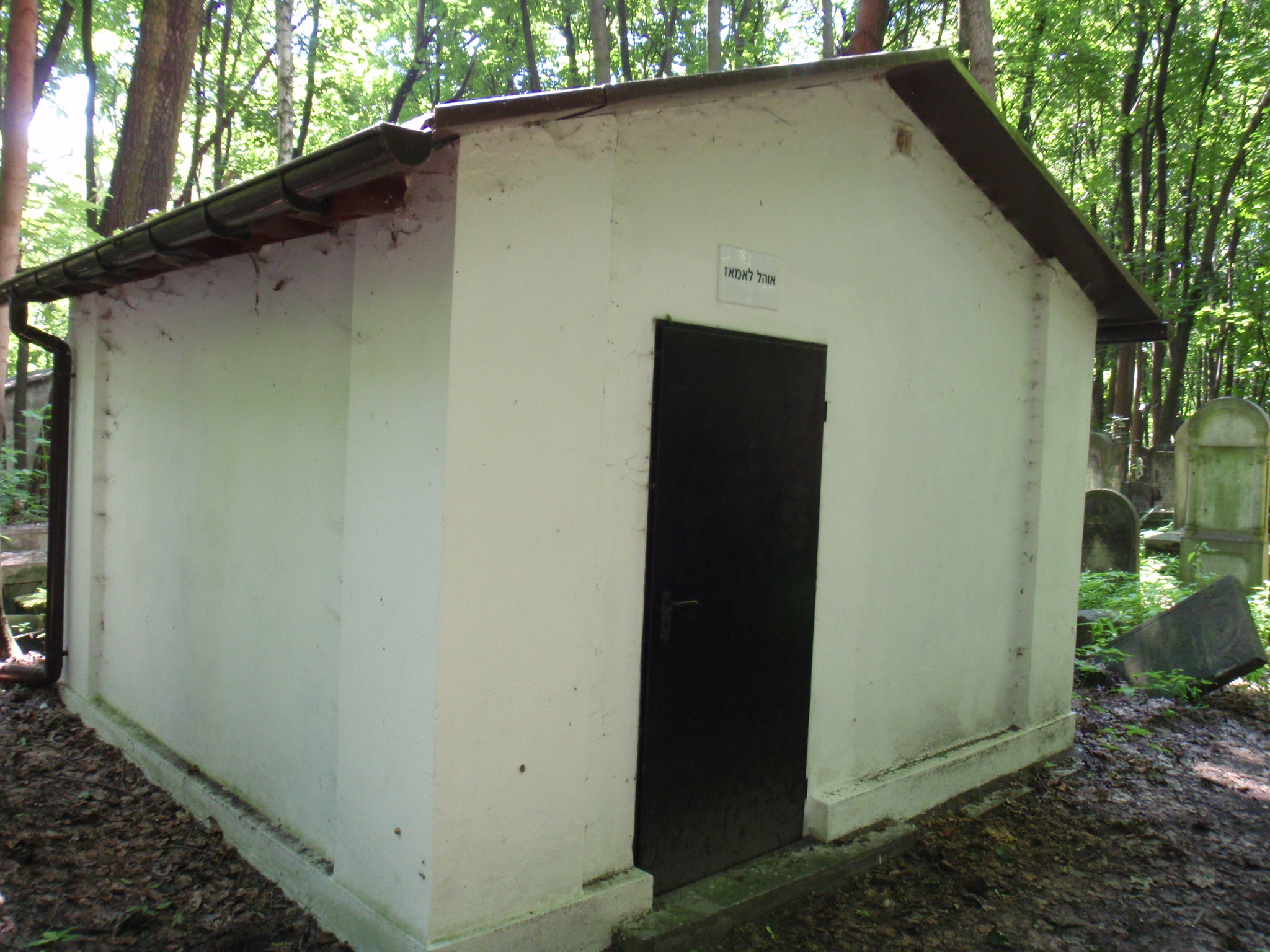
Ohel Cwi Hirsza Morgensterna na cmentarzu żydowskim w Warszawie

Cwi Hirsz Morgenstern, hebr. ‏Tzvi Hirsh Morgenstern‎ (ur. 1852 w Kocku, zm. 13 sierpnia 1926[wymaga weryfikacji?] w Warszawie) – rabin, cadyk chasydzkiej dynastii Radzymin.
Był synem Dawida z Kocka, wnukiem Menachema Mendla z Kocka oraz zięciem Salomona Gutermana z Radzymina. Został cadykiem w Łomazach, a potem w Warszawie, gdzie zmarł. 
Jest pochowany w ohelu na cmentarzu żydowskim przy ulicy Okopowej w Warszawie (kwatera 47, rząd 5).